# Ambiente cultural
O termo ambiental cultural refere-se à interação e à influência recíproca entre o meio ambiente natural e as práticas culturais de uma sociedade. Envolve a compreensão de como os elementos ambientais, como a geografia, a fauna, a flora e as condições climáticas, moldam e são moldados pelas expressões culturais de uma comunidade. Essa inter-relação pode abranger diversos aspectos, como a maneira como as tradições culturais são adaptadas às condições ambientais locais, como as atividades culturais afetam o meio ambiente, e como a preservação do patrimônio cultural pode estar vinculada à conservação do ambiente natural.  
O ambiente cultural e o ambiente social são conceitos relacionados, mas eles se referem a aspectos distintos da vida em sociedade. O ambiente cultural diz respeito ao conjunto de valores, crenças, tradições, práticas artísticas, rituais, linguagem, símbolos e expressões que caracterizam uma determinada sociedade ou grupo. Inclui manifestações artísticas, religiosas, educacionais, costumes e tradições que contribuem para a identidade de uma comunidade.O ambiente cultural influencia a maneira como as pessoas percebem o mundo, se relacionam entre si e com o meio ambiente. 
O ambiente social refere-se ao conjunto de relações e interações entre indivíduos em uma sociedade. Envolve estruturas sociais, instituições, relações familiares, econômicas e políticas. Inclui instituições como escolas, famílias, empresas, governos, e as relações interpessoais que ocorrem em diferentes contextos sociais. O ambiente social molda o comportamento, as normas, as expectativas e as oportunidades disponíveis para os membros de uma sociedade. Trata mais especificamente das instituições sociais (sentido sociológico).   

## Solidariedade e contexto social
O ambiente cultural, também conhecido como contexto sociocultural, refere-se ao espaço físico e social imediato onde as pessoas vivem, interagem e desenvolvem suas identidades culturais. Este ambiente inclui a herança cultural na qual os indivíduos foram educados ou na qual escolheram viver, assim como as pessoas, instituições e práticas que moldam suas experiências. Dentro do ambiente cultural, encontramos elementos como valores, tradições, expressões artísticas, rituais e modos de vida específicos de uma comunidade. É nesse contexto que as pessoas constroem sua compreensão única do mundo, compartilhando símbolos culturais e estabelecendo conexões significativas com sua herança. 
A interação no ambiente cultural pode ocorrer pessoalmente ou por meio de diferentes formas de comunicação, inclusive de maneira anônima ou unilateral. Essas interações não necessariamente implicam igualdade de status social, destacando a diversidade e complexidade das relações culturais. Ao contrário do ambiente social, o ambiente cultural concentra-se especialmente na riqueza simbólica que define uma comunidade, indo além das estruturas sociais convencionais. Enquanto o ambiente social é influenciado por fatores como classe social e círculo social, o ambiente cultural abrange uma gama mais ampla de influências que moldam a identidade cultural e a expressão artística. 
Essa compreensão do ambiente cultural é crucial em diversas áreas, desde a antropologia até a promoção da diversidade e preservação do patrimônio cultural. O reconhecimento da interconexão entre as pessoas, suas práticas culturais e o ambiente em que vivem é fundamental para uma apreciação mais profunda e abrangente das complexidades que caracterizam as sociedades ao redor do mundo. 
Os indivíduos que partilham um ambiente cultural comum promovem frequentemente um sentido de solidariedade cultural, onde prevalecem a confiança e o apoio mútuos, levando à formação de grupos sociais coesos. Esses grupos tendem a exibir padrões e estilos de pensamento semelhantes, mesmo que suas conclusões finais sejam diferentes.  A utilização de recursos naturais tem sido uma prática de longa data para melhorar a vida humana, resultando em alterações significativas no ambiente natural. Assentamentos humanos, estradas, terras agrícolas, barragens e várias outras estruturas evoluíram através deste processo. Todos estes elementos produzidos pelo homem constituem colectivamente o ambiente cultural, um conceito sublinhado por Erving Goffman, que enfatiza particularmente a natureza profundamente social dos ambientes individuais. 
Mesmo na contemporaneidade, muitos indivíduos residem em aldeias, e estas aldeias constituem o seu ambiente cultural. Uma aldeia abrange aspectos de produção, condições de vida, ecologia e cultura. Os esforços do Estado para enfrentar os desafios do desenvolvimento rural integrado envolvem iniciativas como construção, expansão e construção de estradas, com o objetivo de melhorar holisticamente o tecido cultural e ambiental destas comunidades. 

## Estrutura Social e Fenomenologia
C. Wright Mills confrontou o contexto imediato de trabalho, família e comunidade com as formações mais amplas da estrutura ambiental, destacando, especialmente, a distinção entre "os desafios pessoais do entorno" e as "crises públicas da estrutura ambiental".  Emile Durkheim adotou uma perspectiva mais abrangente do ambiente cultural (meio cultural), argumentando que este incorpora expectativas internalizadas e representações de forças sociais e fatos sociais: "Todo o nosso ambiente cultural parece estar repleto de forças que existem verdadeiramente apenas em nossas próprias mentes"- representações coletivas. 
Os fenomenologistas contrastam duas visões alternativas da sociedade, vendo-a ora como uma restrição determinística (meio), ora como um ambiente nutritivo (ambiente cultural).  Max Scheler faz uma distinção entre o ambiente cultural como um mundo de valores experimentados e o ambiente social objetivo no qual nos baseamos para criar esse mundo, observando que o ambiente cultural pode tanto promover quanto restringir a nossa capacidade de desenvolver um ambiente cultural pessoal. 
Pierre Janet via a neurose em parte como o produto do ambiente social do paciente identificado – família, rede social, trabalho, etc. – e considerou que em alguns casos o que ele chamou de “cirurgia social” para criar um ambiente mais saudável poderia ser uma medida benéfica. Desde então, ideias semelhantes foram adotadas na psiquiatria comunitária e na terapia familiar. 

## Paisagem e ambiente cultural
Os ambientes culturais, que incluem paisagens urbanas, rurais, florestas, estruturas arqueológicas e construções humanas, são influências moldadas por atividades humanas. Embora sejam recursos não renováveis, os ambientes culturais estão constantemente em regeneração e expansão. Os valores presentes nesses ambientes são fundamentais para a criação de novos contextos culturais. Perdas nesses ambientes são irreversíveis. Além disso, o ambiente cultural é um conceito explorado em administração de negócios, ajudando a compreender as normas e ideias coletivas de uma sociedade com base em sua cultura, religião, localização e outros fatores. O estudo da hierarquia social, práticas sociais e agrupamentos regionais/religiosos auxilia na compreensão do ambiente cultural, sendo crucial para profissionais de marketing posicionarem produtos de maneira adequada. 
A compreensão deuma região requer uma análise do contexto social e cultural, pois o ambiente exerce influência nos valores, comportamentos, atitudes e ambições das pessoas. A compreensão do contexto cultural é vital para o sucesso, permitindo a ambientação de qualquer iniciativa.  Ambientes culturais demandam conservação regular para perdurarem, sendo sustentados por exemplos positivos, apoio, capacitação e educação ambiental.  A preservação das paisagens culturais é regida por leis nacionais e acordos internacionais, a proteção é baseada através de leis e estatutos e do planejamento do uso do solo, baseado em decisões municipais. No âmbito do marketing e negócios, os ambientes de cultura celular são moldados por instituições religiosas, familiares, educacionais e sociais. Profissionais devem estar atentos às diferenças culturais ao vender produtos em outros países, pois a falta de compreensão dessas diferenças pode levar ao fracasso de campanhas de marketing no exterior.  
O processo de compreensão cultural é desafiador, pois diversos aspectos culturais podem gerar similaridades, mesmo com o uso de uma linguagem comum. A importância das distinções linguísticas é crucial, especialmente considerando as quase 3.000 línguas no mundo, o que apresenta desafios para profissionais de marketing ao desenvolver campanhas publicitárias e rótulos de produtos. As preocupações linguísticas se intensificam em países com múltiplas línguas, como o Canadá, onde etiquetas devem ser escritas em inglês e francês, ou na Índia e China, com mais de 200 dialetos. A estética, relacionada aos conceitos de beleza e bom gosto, varia entre culturas. Por exemplo, enquanto os americanos valorizam o bronzeado como atraente, os japoneses não compartilham essa perspectiva.  
Além disso, as diferenças culturais impactam práticas comerciais, como a pontualidade nos Estados Unidos contrastando com a flexibilidade de tempo em negócios no Oriente Médio e América Latina. Estabelecer prazos rígidos em algumas culturas é considerado exigente e desrespeitoso. A cultura não só possui valor intrínseco, mas também enriquece a qualidade de vida, promovendo aprendizagem, saúde, tolerância e oportunidades de interação com outros indivíduos e comunidades. 